# Låt ditt rike komma
Låt ditt rike komma är en psalm med text hämtad ur Matteusevangeliet 6:10 och musik skriven 1989 av Per Harling.

## Text
Låt ditt rike komma,

låt din vilja ske!

## Publicerad i
- Psalmer och Sånger 1987 som nummer 865 under rubriken "Psaltarpsalmer och andra sånger ur Bibeln".[1]